# 冯少山
冯少山（1884年—1967年），又名冯培喜，广东中山人，中国近代工商业者、政治人物，中国民主促进会理事会理事，第一、二、三、四届全国政协委员。

## 生平
幼年随父母侨居美洲，长大后归国，任上海宇丰造烛厂总经理、上海开林油漆股份有限公司董事长、东方联合营业公司董事长。
1940年10月，伪上海特别市市长傅筱庵被杀后，汪精卫、陈公博想让冯少山代之，被坚决拒绝。冯后离沪，参加抗日募款救国运动，领队到香港、马尼拉、宿务、新加坡、吉隆坡、曼谷等地募捐。1944年与王绍鏊、谢仁冰、曹鸿翥等组织“二酉社”，开展反蒋抗日运动。
中国民主促进会成立后，当选为民进第一届理事会理事，并当选为上海人民团体联合会理事。1949年加入中国民主建国会。同年9月以全国工商界候补代表身份出席中国人民政治协商会议第一届全体会议。
解放后历任上海市粮食局副局长、上海市第二商业局副局长、上海市民政局副局长。